# Простов, Евгений Александрович
Евгений Александрович Простов (18 декабря 1900, Малоярославец — 1 марта 1969, Казань) — советский театральный актёр, режиссёр, заслуженный деятель искусств РСФСР (1950). Главный режиссёр Казанского большого драматического театра (1943, 1946—1953, 1959—1963 гг.).

## Биография
Родился Евгений Простов 18 декабря 1900 года в городе Малоярославец Калужской губернии в семье дворянина. Проходил обучение в Калужском реальном училище, которое успешно окончил в 1916 году, а также обучился на двух курсах Петровской сельскохозяйственной академии. В 1932 году прошёл обучение на режиссёрских курсах в Москве.
В 1921 году начал свою сценическую деятельность актёром Калужского театра.
С 1922 по 1931 годы работал в должности помощника режиссёра в театрах Тулы, Ставрополя, Таганрога.
С 1932 по 1943 годы работал режиссёром, а затем главным режиссёром в театрах Челябинска, Ташкента, Калуги, Омска, Архангельска.
С 1943 года служил режиссёром, в с 1946 по 1953 годы, затем с 1959 по 1963 годы главный режиссёр Казанского Большого драматического театра. За годы трудовой деятельности здесь поставил более 39 спектаклей, некоторые из которых неоднократно показывались в Москве, получая высокую оценку критиков.
С 1953 по 1957 годы работал главным режиссёром Куйбышевского драматического театра. Затем два года трудился в Минском драматическом театре.
С 1938 года занимался педагогической работой, с 1963 года преподавал в Казанском театральном училище.
Проживал в Казани. Умер 1 марта 1969 года.

## Награды
- Заслуженный деятель искусств РСФСР (1950).
- Заслуженный деятель искусств Татарской АССР (1947)

## Работы в театре
В Казанском театре:
- «Правда — хорошо, а счастье лучше» А.Островского (1944),
- «Иван Грозный» А. Н. Толстого (1945),
- «Русский вопрос» К.Симонова (1946),
- «На дне» М.Горького (1949);
- «Семья» И. Попова (1952),
- «Вишневый сад» А.Чехова;
- «Иркутская история» А.Арбузова (1960),
- «Океан» А.Штейна (1961),
- «Кремлевские куранты» Н.Погодина (1962);
- «Буре навстречу» Р.Ишмуратова (1963).

В Куйбышевском театре:
- «Враги» М.Горького,
- «Порт-Артур» И.Попова и А.Степанова,
- «Дон Карлос» Ф.Шиллера,
- «Кремлевские куранты» Н.Погодина,
- «Персональное дело» А.Штейна,
- "Гостиница «Астория» А.Штейна,
- «Поздняя любовь» А.Островского.